# Iris Strubegger

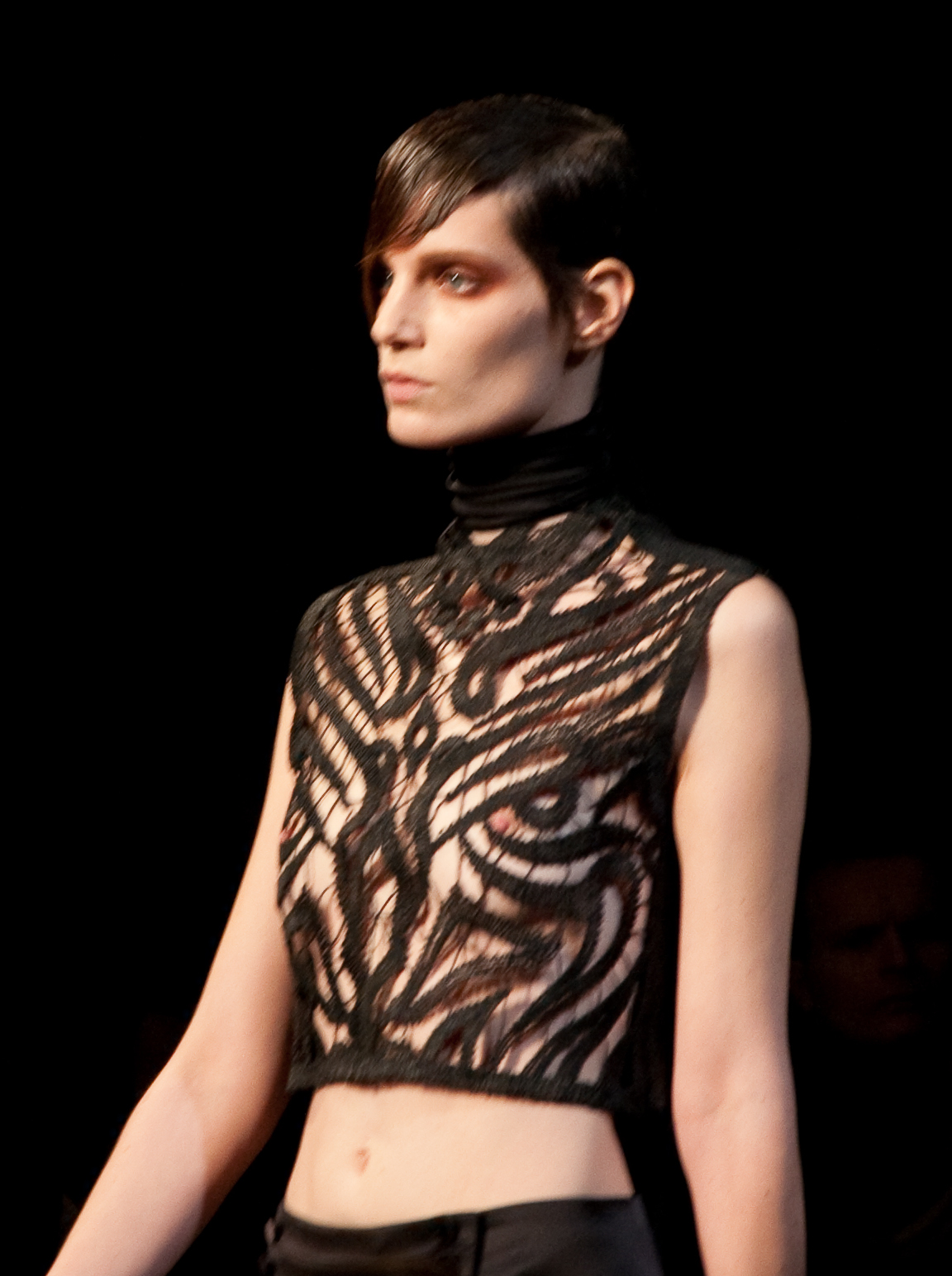
Iris Strubegger (2010)

Iris Strubegger (* 21. Juli 1984 in Schwarzach im Pongau, Salzburg) ist ein österreichisches Model.

## Leben
2001 war sie im Rahmen eines Studentenaustauschs für drei Monate in New York City und wurde dort von dem Agenten Yannis Nikolaou entdeckt. Im darauffolgenden Jahr machte sie Testaufnahmen für ein Casting und unterzeichnete bei Elite Model Management ihren ersten Vertrag. Ihre Karriere begann mit einem Catwalk.
Sie lief für Calvin Klein für die S/S 03 Saison. Im Jänner 2003 wurde sie für ihre erste Kampagne gebucht. Sie wurde das Gesicht für Armani Collezioni von Giorgio Armani. Ein Jahr später entschied sie sich mit dem Modeln vorübergehend aufzuhören, um ihr Studium für Digitales Fernsehen in der Fachhochschule in Puch abzuschließen. Doch 2007 hatte sie ein Comeback, sie unterschrieb für Supreme Management in New York und für Women Management in Paris und Mailand. Von Russell March, dem Casting Direktor für Prada und Miu Miu wurde sie für Pop gebucht. Auch am Laufsteg war sie wieder oftmals zu sehen. Sie eröffnete die Valentino- und die Dries-Van-Noten-Show. 2008 nahm der Fotograf Steven Meisel Notiz von Strubegger und machte mit ihr ein Fotoshooting.
In der Zwischenzeit hatte sie immer wieder Gelegenheit mit vielen bekannten Topfotografen der Modebranche zu arbeiten, wie z. B. Craig McDean, David Sims, Mert Alas und Marcus Piggott, Inez van Lamsweerde und Vinoodh Matadin, Mario Testino, Karl Lagerfeld, Paolo Roversi, Mikael Jansson, Daniel Jackson und Patrick Demarchelier.
Für die S/S 09 Saison war sie auf beinahe 70 Shows. Für die A/W 09 Saison waren es 80. Sie lief unter anderem für Shiatzy Chen, Narciso Rodriguez, Dolce & Gabbana, Alexander McQueen und Sonia Rykiel. Sie war unter anderem das Gesicht von Balenciaga, Pepe Jeans, Pollini und Dolce & Gabbana. Im Mai 2009 wurde Strubegger eines der Gesichter von Givenchy mit Mariacarla Boscono und Adriana Lima. Sie ist außerdem das Gesicht von Valentino.
Im September 2010 hielt sie mit Karl Lagerfeld ein Fotoshooting, aus dem einige Aufnahmen für den Pirelli-Kalender 2011 verwendet wurden. Strubegger ist durch ihre gemeinsame Zusammenarbeit in einigen Kampagnen und dem Aufenthalt in New York mit Heidi Mount, Enikő Mihalik und Katrin Thormann eng befreundet.
Am 6. August 2011 heiratete Strubegger in der Kirche zum Heiligen Primus am Buchberg in Bischofshofen, Salzburg ihren Jugendfreund Wolfgang Rottensteiner.
Im September 2011 und April 2012 war sie auf dem Cover der deutschen Vogue zu sehen.

## Auszeichnung
- 2010 Vienna Fashion Award in der Kategorie Model